# Svenska Skidskytteförbundet
Svenska Skidskytteförbundet är ett specialidrottsförbund för skidskytte i Sverige. Det bildades 1986, och ingår sedan 1 juli 1988, efter RF-beslut i november 1987 in i Riksidrottsförbundet från. Tidigare organiserades skidskytte i Sverige som en sektion i Sveriges militära idrottsförbund (SMI), nuvarande Svenska mångkampsförbundet. Förbundets kansli ligger i Östersund.